# КиевМузикФест
«КиевМузикФест» — ежегодный международный украинский музыкальный фестиваль. Фестиваль проводится ежегодно в Киеве в конце сентября — начале октября. Программу фестиваля составляют преимущественно произведения современных украинских и зарубежных композиторов. Концерты фестиваля проводятся в Колонном зале Национальной филармонии Украины, Большом и Малом зале НМАУ, Доме органной музыки, Доме учёных, других залах. В фестивале принимают участие украинские и зарубежные музыкальные коллективы.
Первый украинский международный музыкальный фестиваль «КиевМузикФест-90» состоялся 6—13 октября 1990 года.

## Музыкальные директора фестиваля
- 1990—2001 гг. — Иван Карабиц
- 2002—2005 гг. — Мирослав Скорик,
- 2006—2012 гг. — Иван Небесный,
- 2013—2015 гг. — Мирослав Скорик.

## Публикации
- Юлия Бентя. Состояние коды // Коммерсантъ Украина. — 2007. — № 176.